# Jennifer N. Pritzker

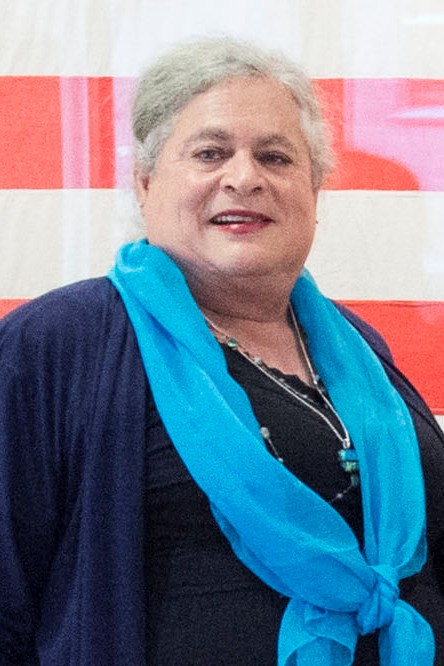
Jennifer N. Pritzker

Jennifer Natalya Pritzker (* 1950 als James N. Pritzker) ist eine US-amerikanische Unternehmerin, Philanthropin und Offizierin in der U.S. Army. Sie ist Präsidentin und CEO der Tawani Enterprises, Inc., Präsidentin der Tawani Foundation und Gründerin und Vorsitzende der Pritzker Military Museum & Library in Chicago. Außerdem ist sie Chairman und im Board der Squadron Capital.

## Leben
Die Eltern von Pritzker sind der jüdische Chicagoer Unternehmer Robert Pritzker, Gründer von Marmon Group, und Audrey Gilbert. Ihre Geschwister sind Linda Pritzker und Karen Pritzker.
1974 trat Pritzker als Private der U.S. Army bei und diente in der 82nd Airborne Division in Fort Bragg, North Carolina, wo sie bis zum Sergeant aufstieg. Pritzker studierte Geschichte an der Loyola University Chicago (B.A.) und absolvierte das Command and General Staff College. 1979 wurde sie Second Lieutenant der 101st Airborne Division in Fort Campbell, Kentucky und diente danach im VII Corps in den Kelley Barracks in Deutschland. Bis 1985 war sie im aktiven Dienst der US-Armee. Danach war sie 16 Jahre lang in der United States Army Reserve und in der Illinois Army National Guard tätig. Sie bekleidete diverse Kommandeursposten. 2001 schied sie im Dienstgrad Lieutenant Colonel aus und wurde ehrenhalber zum Colonel der Illinois Army National Guard befördert.
2000 und 2008 nahm sie an Antarktisexpeditionen (mit Owen Kay Garriott, James Arthur Lovell und Birgit Sattler) teil.
Pritzker ist u. a. Gründerin und Stifterin der Pritzker Military Library und Namensgeberin für den Pritzker Literature Award for Lifetime Achievement in Military Writing. Darüber hinaus ist sie im Board des National Strategy Forum und im Leadership Council des Program in Human Sexuality der University of Minnesota Medical School tätig. Sie ist ehemalige Direktorin der Marine Corps Scholarship Foundation, der Illinois National Guard and Militia Historical Society und der Planetary Studies Foundation sowie Trustee Emerita der Norwich University. 2005 erhielt sie den Logan Patriot Award der Stadt Chicago, die Ehrendoktorwürde für Militärwissenschaft der Norwich University und 2012 den Damen Award der Loyola University Chicago.
Das Wirtschaftsmagazin Forbes Magazine führt sie mit einem Vermögen von rund 1,9 Mrd. US-Dollar (November 2017) auf der Liste The World’s Billionaires, zugleich ist sie die erste Transgender-Milliardärin der Welt.
Sie ist geschieden und hat drei Kinder aus ihrer Ehe; seit 2013 tritt sie als Frau auf.

## Militärische Auszeichnungen
- Meritorious Service Medal
- Army Commendation Medal mit Eichenlaub
- Army Achievement Medal mit Eichenlaub
- Army Good Conduct Service Medal
- Army Reserve Components Achievement Medal mit Eichenlaub
- National Defense Service Medal mit Stern
- Antarctica Service Medal
- Outstanding Military Volunteer Service Medal
- Armed Forces Reserve Medal (20 Jahre)
- NCO Professional Development Ribbon
- Army Service Ribbon
- Army Reserve Component Overseas Training Ribbon
- State of Louisiana Legion of Merit
- State of Illinois Long and Honorable Service Medal mit Eichenlaub
- State of Illinois Military Attendance Ribbon
- U.S. Army Parachutist Badge
- Air Assault Badge
- Fallschirmjägerabzeichen von Israel, Russland, Kanada, Niederlande, Vereinigtes Königreich und Polen